# Екстремальний туризм
Екстрема́льний тури́зм — різновид туризму, який пов'язаний із певним ступенем ризику або з позамежними фізичними або психічними навантаженнями в надважких умовах.
Різноманіття видів екстремального туризму в наш час просто захоплює. Кожний вигадує щось особливо нове, аби лиш привабити туристів та просто любителів гострого відчуття. Турист вже змагається з природою: переборює гірські річки, гостює в небезпечних печерах, підкорює води океанів та морів, дізнається про небо за допомогою різноманітних пристроїв, і може злітати на декілька днів у космос.
Цей вид туризму відкриває найпрекрасніші куточки світу, пропонує неймовірні можливості, але завжди пов'язаний з небезпекою, тому вимагає хорошої фізичної та психологічної підготовки.
Деякі з екстремальних відомих пам'яток світу:
- Чорнобильські тури – Україна.
- Плавання в басейні диявола у водоспаді Вікторія – Замбія та Зімбабве.[1]
- Прогулянка по дошці біля гори Хуа – Китай.[1]
- Тур Дорогою Смерті – Болівія.[1]
- Зелена зона – Багдад, Ірак.
- Тур Сак-Актун – Рів’єра Майя, Мексика.[1]
- Печера Ластівок – Мексика.[1]
- Полюс холоду – Оймякон, Якутія, Сибір.

Головне в екстремальному туризмі — наявність природних умов для обраного виду відпочинку і досвідчених організаторів.
Усі маршрути екстремального туризму мають різні категорії складності. Більшість не вимагають багаторічного досвіду і ретельних підготовок, і, як правило, вони під силу будь-якій здоровій активній людині.
Невід'ємний атрибут екстремального туризму — спорядження, спецодяг та належне взуття, які роблять екстремальний туризм дорогим. Від них значною мірою залежить життя туриста, і економити на безпеці не можна.
Найвідоміші зони екстремального туризму — це Канада, США, Таїланд, Непал, Китай, Індія, Бутан.
Українці - екстремальні туристи: Коротких Євген Григорович, Галай Ірина, Єрошкін Микола

## Характеристика
Найчастіше він полягає у заняттях різними видами екстремального відпочинку, а також екстремальними видами спорту. Це пов'язано з фізичним виснаженням. Він може супроводжуватися ризиком втрати здоров'я та життя, що є ключовим поняттям у його визначенні. У більшості випадків він запроваджується для бажання виділитися, проявити індивідуалізм, створити імідж, підвищити соціальний статус або реалізувати амбітні плани. Люди, які займаються екстремальним туризмом, часто відчувають межі фізичного чи психічного опору. У той же час, щоб безпечно практикувати його вимагається знання певних процедур, правил, відповідних навичок і сміливості. Метою може бути зняття стресу повсякденного життя та бажання пізнати природу.
Екстремальний туризм можливий значною мірою завдяки розвитку сучасних технологій, а отже, забезпеченню відповідним одягом, пристосуваннями та спорядженням для екстремальних видів діяльності на природі. Тому метою екстремального туриста є не, наприклад, піднятися на високу і складну вершину, оскільки її вже багато разів досягали інші, а досягти її в рекордно короткий термін, незвичайним способом або здійснити подорож дорогою з використанням спеціалізованого спорядження (наприклад, швидкісний спуск, ралі)
Екстремальний туризм і екстремальні види спорту іноді ототожнюють, але екстремальний туризм, який використовує ті самі форми спортивної діяльності, що називаються екстремальними видами спорту, не наголошує на суто спортивних змаганнях, тобто на досягненні конкретних найкращих результатів, що регулюються балами чи рейтингами. Екстремальний вид спорту також дорожчий, часто професійний, вимагає систематичних, постійних тренувань. Різниця також полягає в мотивації спортсменів і туристів займатися конкретною діяльністю.
Відмінності екстремального туризму від екстремальних видів спорту та відпочинку
- Порівняно з екстремальними видами спорту та відпочинком, подорож є необхідною умовою виникнення екстремального туризму.
- Елементом, який характеризує цю дисципліну, є походи.
- Невід’ємним елементом заняття цією діяльністю є зміна способу життя, самостійність туристів і багаторічний досвід у сфері та оволодіння технікою кваліфікованого туризму.
- Характерними рисами є природні, культурні та екскурсійні елементи.
- Це нішева форма діяльності, яка здійснюється невеликою кількістю спеціалістів,
- Не відноситься до масових форм і не розвивається через свою ефектність.
- Що стосується екстремальних видів спорту, ризик не відіграє такої важливої ролі в цій діяльності[7].

## Історія
1841 рік прийнято традиційно вважати початком розвитку екстремального туризму. У цьому році Томас Кук організував подорож для 570 учасників, членів товариства тверезості, що відбулася з м. Лейстера до м. Лафборо. Ключовим фактором виникнення та розвитку екстремального туризму стали соціально-психологічні потреби туристів, які пов’язані  з  туристичними запитами та пропозиціями. З року в рік потреби туристів, на думку більшості дослідників і працівників сфери туризму, приймають різноманітні форми, зростають  також і вимоги до організації, оскільки туристи стають більш компетентними та отримують новий досвід. Розвиток екстремального туризму пов'язаний з розвитком індустрії відпочинку. Відповідно, якщо раніше туристичні компанії не пропонували відпочинок в крижаних печерах, то на сьогоднішній день,  у зв’язку з розвитком галузі, такі пропозиції є доступними і користуються популярністю. Настала епоха «сенсацій і відчуттів», набирають популярність різноманітні екстремальні та нетрадиційні види туризму. Для туристського ринку це означає розвиток спеціальних видів туризму: пригодницького, екстремального, темного (чорного), туризму катастроф (стихійних), що  підвищує економічне значення цього сектора економіки.
Вагомий внесок у дослідження екстремального туризму в Україні та світі зробили науковці О. Бабкін, Ю. Грабовський, А. Глєбова, В. Гуляєв, Ю. Дмитрієвський, В. Ільницький, М. Козяр, О. Кравченко, Я. Нарута, Х. Роглєв, З. Філіпов, Ф. Шандор та ін.

## Приклади
Прикладами екстремального туризму є: рафтинг, каньйонінг, мистецтво виживання, позашляхові ралі (спуск на автомобілі, мотоциклі, велосипеді), банджі-джампінг (також з використанням гелікоптера), польоти на військових винищувачах, так званий туризм смерті (темний туризм – відвідування концентраційних таборів, склепів, катакомб або камбоджійських полів смерті) або деякі форми катання на лижах. Деякі з напрямків цього виду туризму, наприклад, Сибір (катання по бездоріжжю), райони зони відчуження навколо ЧАЕС, Чилі (банжді-джампінг до діючих вулканів), Філіппіни (спостереження за діючими вулканами), Флорида (пірнання у водах з акулами), а також Ірак і Сирія (військовий туризм).

## Екстремальний водний туризм

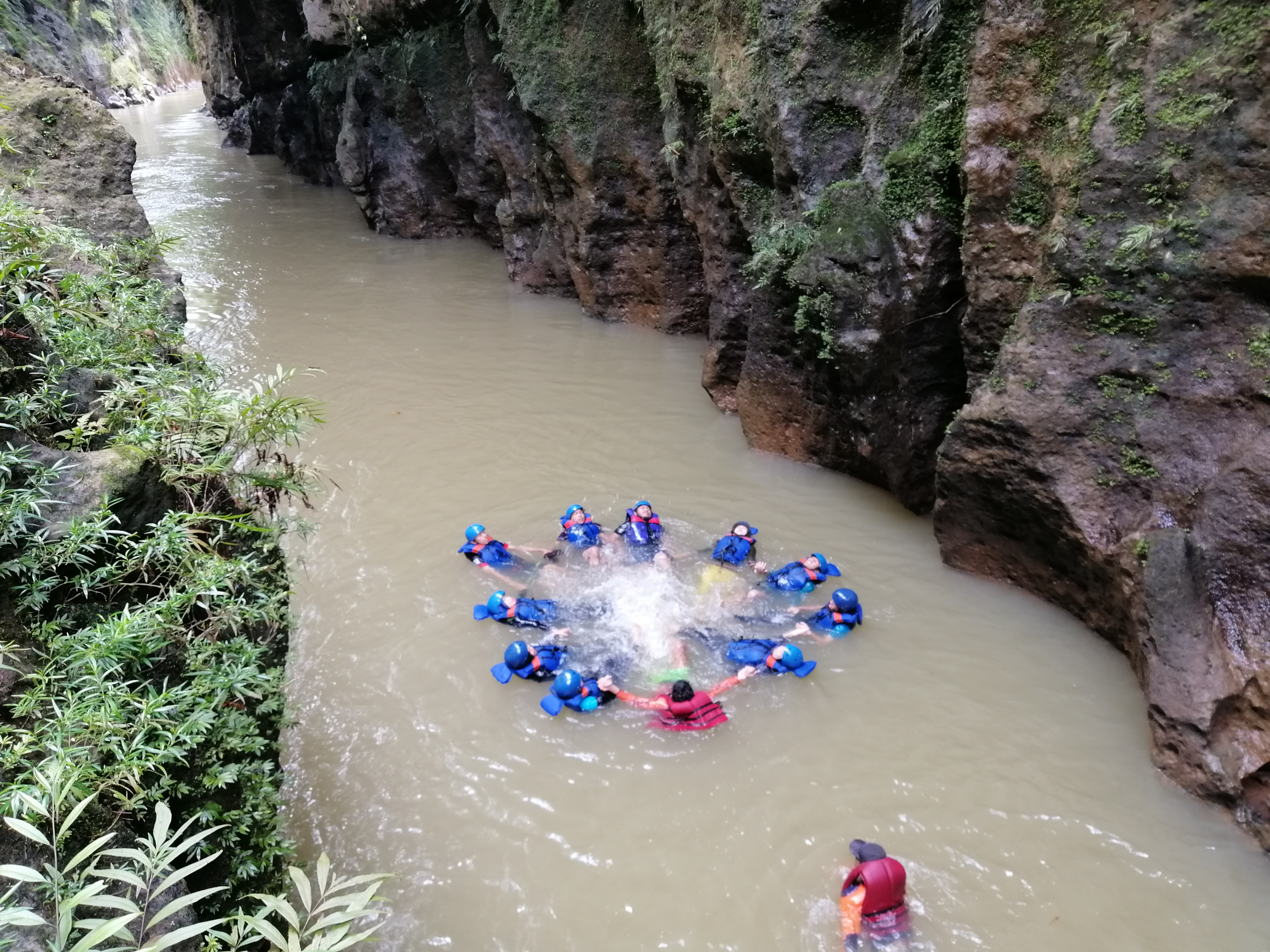
Рафтинг

• Каньйонінг - напрямок, винайдений кваліфікованими туристами, які займаються висотним туризмом, каное та скелелазінням. Він полягає в багатогодинному напруженому сходженні зі спорядженням для сплаву вузькими крутими ущелинами гірських річок (звідси назва «ущелина») з фіналом у водоспаді і ставку біля його підніжжя. По дорозі учасник повинен уникати каменів і валунів, що виступають на течії, і сповзати з кам'яних порогів.
• Гідроспідінг – подолання гірських річок з течією, на пластиковій дошці, у відповідному захисному одязі (неопреновий костюм, шолом, ласти, наколінники та налокітники).
• Каное на бурхливій воді - практикується на бурхливих гірських річках.
• Фрідайвінг - це занурення на затримці дихання.

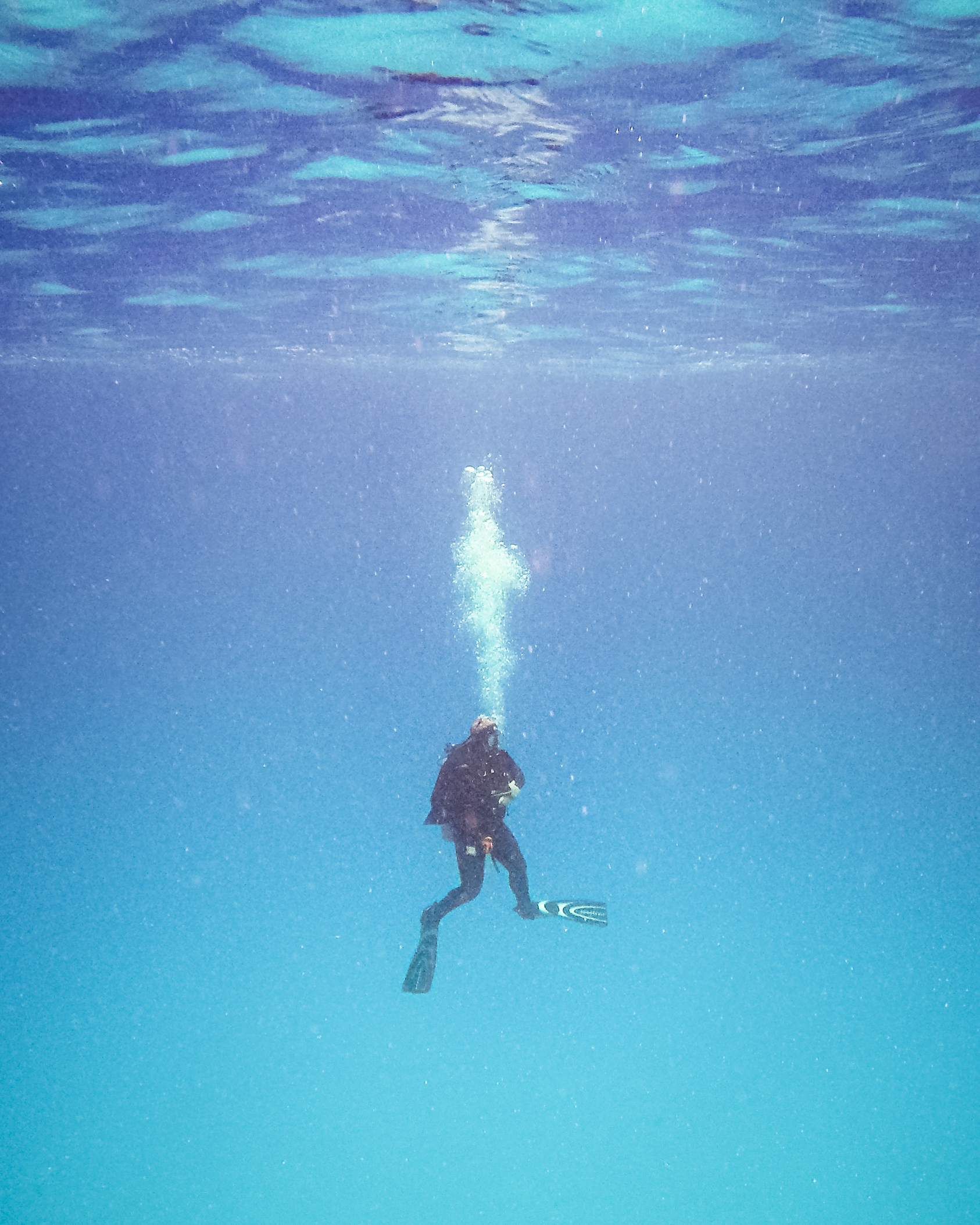
Дайвінг

• Дайвінг - Спортивний вільний дайвінг і пірнання в ластах включають: занурення під воду на апное 50 м і з аквалангом 100-800 м, підводне полювання, підводне плавання за визначеним маршрутом, а також командні ігри. Підводний туризм практикується в таких формах: 
- вільне занурення:
  - глибоке занурення
  - підводне полювання

- вільне занурення з водолазним спорядженням:
  - затонулі об’єкти
  - печерне
  - підльодовикове
  - нічне

• Кайтбординг - це комбінований вид ковзання на дошці для серфінгу з акробатикою, приземленням з парашутом.
• Вейкбординг - ковзання на дошці для серфінгу за моторним човном.
• Віндсерфінг - це плавання на спеціальній дошці з вітрилом.

## Екстремальний наземний туризм
• Пригодницькі перегони - як правило, форма спортивного орієнтування на довгі дистанції (від десятка до кількох сотень кілометрів), що поєднує трекінг, катання на гірських велосипедах, плавання та лижні перегони.
• Сходження - пересування по місцевості настільки крутій, що вимагає використання рук принаймні для збереження рівноваги. Існує багато видів скелелазіння, в тому числі сходження на кількаметрові камені (болдеринг) і сходження на вершини-восьмитисячники. Використовуються природні трюми та скельні сходи. При подоланні підйомника альпіністське спорядження використовується тільки для страхування на випадок падіння. Однак слід виділити соло-скелелазіння, у якому не використовується мотузкова страховка.
• Спелеологія - передбачає відвідування та дослідження печер. Більшість із них – важкодоступні та небезпечні місця. У багатьох печерах є вузькі проходи, сифони, урвища, місця з ризиком обвалу та відвалу каменів.
• Бейс-джампінг - різновид стрибків з парашутом з будівель, антенних щогл, мостів і скель, абревіатура «BASE» походить від Building, antenna, span, earth.
• Бандж-джампінг - тобто стрибки з великої висоти на гумці, прив'язаній до ніг, наприклад від мостів, стріл, будівель, скель.

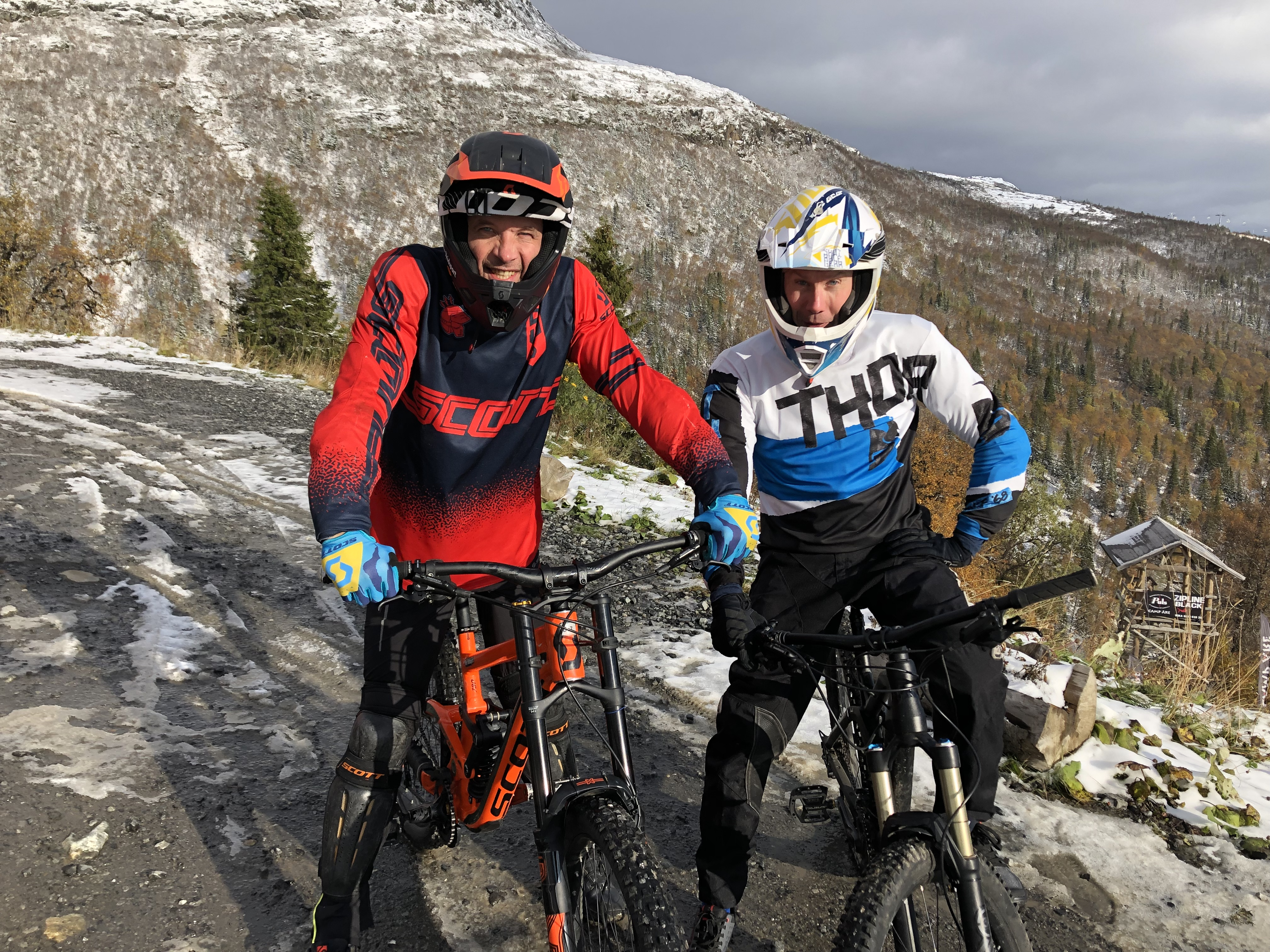
Туристи в одязі для спуску

• Jumping dream - суть якого полягає в стрибку між двома високими будівлями, скелями або через яр.
• Катання на гірському велосипеді - практикується на маркованих стежках і велосипедних доріжках, лісових дорогах і в пустелі, наприклад, під гору.
• Мотокрос - вид гонок на мотоциклах, що проводяться на спеціально пристосованих для цього трасах. Доріжки для мотокросу зазвичай роблять з піску, глини або грязі.
• Паркур - ефективне подолання міських перешкод.
• Маунтінбординг - це катання на дошці, обладнаній колесами.
• Пейнтбол - як військова гра на відкритому повітрі, з використанням спеціально розробленої пневматичної зброї, яка стріляє кулями з фарбою.
• Streetluge - швидкісний спуск на візку з колесами по крутих і звивистих асфальтованих дорогах.
• Скі-альпінізм - який поєднує зимові сходження та гірські лижі, вимагає високої фізичної підготовки, ознайомлення зі специфікою гір, відповідних навичок скелелазіння, а також спеціального спорядження.

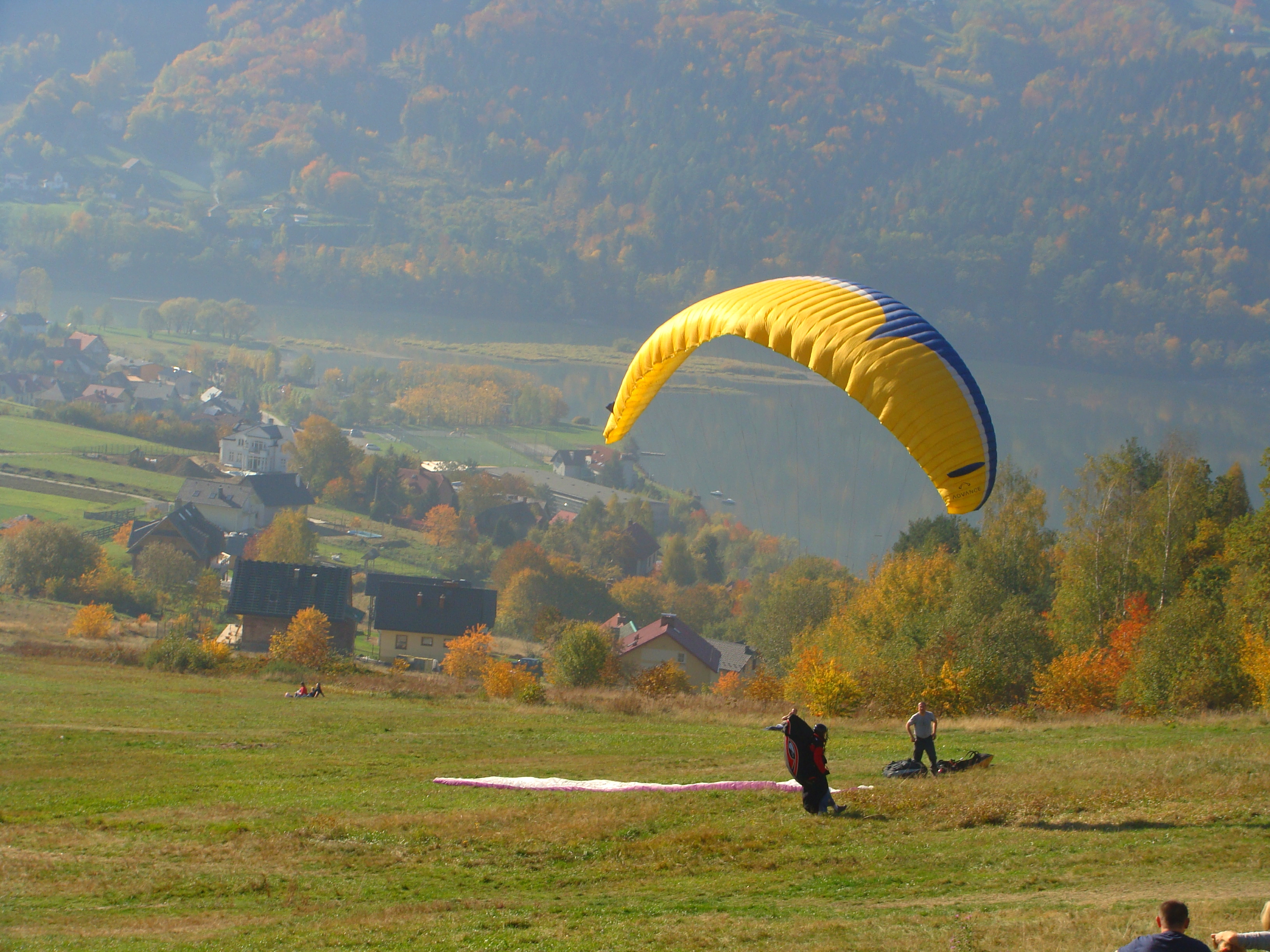
Парапланеризм на схилах Żar_(761_m)

## Екстремальний повітряний туризм
• Парапланеризм - вид спорту та вид відпочинку, пов'язаний з польотом на параплані. Це один з найпопулярніших авіаційних видів спорту.
• Стрибки з парашутом - вид спорту, що полягає у виконанні стрибків з парашутом, де – залежно від дисципліни – оцінюється компонент стрибка, наприклад: виконання акробатичних фігур у вільному падінні, або точне приземлення.
• Skysurfing - це стрибки з парашутом з використанням сноуборду.
• Дельтапланеризм - це вид польоту на дельтаплані, крило якого натягнуте на раму з алюмінію або пластику. Можливість використання двигуна внутрішнього згоряння робить дельтаплан мотодельтапланом.
• Повітряні кулі - це вид польоту, де дальність польоту залежить від сили вітру, а при середній силі вітру це 20-30 км. На фестивалях повітряні кулі піднімаються на висоту до 1000 м. Місце приземлення цілком залежить від метеоумов.